# Вавилонские талмудические академии
Вавилонские талмудические академии — в вавилонский период еврейской истории высшие религиозные учебные учреждения (иешивы), предназначавшиеся для изучения Устного Закона, главным образом Талмуда. Были центрами еврейского образования и развития еврейского закона в Месопотамии в период примерно с 220 по 1038 годы (или, по еврейскому календарю, с 3980 по 4798 годы иудейской эры).
За тремя столетиями, в течение которых в Негардейской и Сурской академиях, основанных Равом и Мар-Самуилом, создавался вавилонский Талмуд, следовали пять столетий, когда, тщательно охраняя его чистоту, его изучали и излагали в тех школах, которые своим влиянием добились его признания во всей диаспоре, и когда Сурская и Пумбадитская школы считались единственными руководящими центрами учения: стоявшие во главе их считались непреложными авторитетами, решения которых принимались повсюду, где существовала еврейская общественная жизнь.

## История

### Негардейская и Сурская академии
Главным центром вавилонского иудаизма был город Негардея, где существовала древняя синагога, построенная, согласно преданию, царём Иоахином. Возвращение Рава из Палестины в Вавилонию в 219 году ознаменовало начало новой эпохи, нового движения в вавилонском иудаизме, когда к вавилонским академиям перешла руководящая роль, которую они играли затем в течение многих столетий.
Предоставив Негардею своему другу Мар-Самуилу, отец которого, Абба, уже считался одним из учёных авторитетов города, Рав основал новую академию в Суре. Таким образом, в Вавилонии одновременно существовали две академии, независимые друг от друга, но действовавшие в одном направлении. Так как Рав и Самуил признавались равными по положению и по учёности, то их академии также считались равными по своему рангу и влиянию.
В обеих раввинских школах началось преподавание традиционных знаний или устного учения и той формы учёных прений, которые впоследствии составили основу материала, вошедшего в вавилонский Талмуд. Параллельное в течение многих десятилетий существование этих двух равно авторитетных академий стало важным фактором в развитии вавилонского иудаизма.

### Пумбадитская академия
Когда основатель Пальмирского Царства Оденат в 259 году — через пять лет после смерти Мар-Самуила — разрушил Негардею, её место занял соседний город Пумбадита, где новую академию основал раввин Иегуда бен-Иехезкель, ученик обоих учёных, Рава и Самуила. При жизни её основателя, а ещё более при его преемниках эта академия приобрела громкую репутацию благодаря своему методу, отличавшемуся особой проницательностью и остроумием, нередко вырождавшимися, однако, в мелочную, педантичную казуистику. Пумбадита сделалась новым центром умственной жизни вавилонского еврейства и удержала за собой это положение до конца периода гаонов.

### После оформления Талмуда
Отдельные периоды еврейской истории, непосредственно следовавшие за заключением Талмуда, связаны с именами учителей Суры и Пумбадиты; таковы период сабуреев и период гаонов. Сабуреями назывались учёные первой трети VI века, дополнявшие Талмуд. Титул «гаон», применявшийся первоначально главным образом к начальнику Сурской академии, в VII веке, под владычеством магометан, стал применяться к руководителям других академий, когда их официальное положение было вновь восстановлено и признано арабским правительством халифата. В действительности не было никакого различия в употреблении обоих титулов; носители их были главами либо Сурской, либо Пумбадитской академии и в качестве таковых являлись преемниками амораев.
Своё высокое значение Сурская академия удерживала до середины X века, когда на её место выдвинулась Пумбадитская. Но за Сурой навсегда останется пальма первенства в истории восточных академий: здесь раввин Саадия Гаон (928) дал новый толчок развитию еврейской науки, и здесь же был обретён путь к умственному возрождению иудаизма. Двое из учителей Пумбадитской школы, раввин Шерира Гаон и его сын раввин Гаи Гаон (ум. 1038) завершили период гаонов, а вместе с ним и многовековую деятельность вавилонских академий.

## Организация
Официальным названием вавилонских академий служило арамейское слово «метибта» (= ивр. иешиба‎; заседание, собрание); глава академии назывался поэтому «реш-метибта» (ивр. рош-иешиба‎). Согласно традиции, раввин Гуна (ок. 216—296/297) был первым, носившим это звание. До него обычным титулом главы вавилонской школы было «реш-сидра»; «реш метибта» оставалось официальным обозначением для главы академии вплоть до конца гаонского периода и отнюдь не было заменено титулом «гаон», обозначающим в действительности «высочество» или «превосходительство». За главой академии (реш-метибтой) следовал «реш-калла» -председатель общего собрания.
Калла (общее, генеральное собрание) было характерной особенностью вавилонского еврейства, совершенно неизвестной в Палестине. Академии служили центрами для этих общих собраний, в них дважды в год — в адаре (на исходе зимы) и элуле (на исходе лета) — стекались иногородние учёные для обмена мыслей по разным религиозным вопросам. При громадной величине вавилонской территории и разбросанности на ней еврейских общин академии стали главными центрами распространения еврейской науки.
Известно, что в X веке ученики из разных городов прибывали на собрание, подготовившись по вопросам, возвещённым главой Академии на заключительном заседании предыдущей каллы. В адаре и элуле они представлялись главе академии, который проверял их познания. Сидели на калле (собрании) в следующем порядке: непосредственно близ председателя первый ряд из 10 человек; семь из них «реш-калла»; трое остальных называются «хаберим» (сотоварищи). Каждый из семи реш-калла имел в подчинении 10 человек, называемых «аллуфим» (учителя). 70 аллуфим составляли синедрион и сидели в семи рядах за упомянутым первым рядом — лицом к председателю. За ними, без определённых мест, сидели остальные члены академии и собравшиеся ученики.